# Luise Zietz
Luise Zietz z domu Körner (ur. 25 marca 1865 w Bargteheide, Szlezwik-Holsztyn, zm. 22 lutego 1922 w Berlinie) – niemiecka polityczka, socjalistka, członkini zarządu SPD w latach 1908–1917, deputowana do Zgromadzenia Narodowego Republiki Weimarskiej w 1919 roku, w latach 1920–1922 deputowana do Reichstagu.

## Życiorys
W dzieciństwie i wczesnej młodości pracowała w zakładzie prowadzonym przez jej ojca . Z ruchem związkowym zetknęła się poprzez postać pierwszego męża, którego poznała w Hamburgu . Od 1892 roku działała Socjaldemokratyczne Partii Niemiec . W 1896 roku podczas strajku w Hamburgu organizowała protest kobiet i przemawiała na wiecach . Od 1900 roku zaliczała się do jednej z liderek socjaldemokratycznego ruchu na rzecz praw kobiet . Do 1913 roku przemawiała na wszystkich konferencjach dla kobiet organizowanych przez SPD i na większości kongresów partyjnych .  W latach 1904–1908 należała do zarządu SPD w Hamburgu .
Obok Clary Zetkin uchodziła za najbardziej utalentowaną mówczynię i organizatorkę Socjaldemokratycznej Partii Niemiec . Opublikowała liczne artykuły publicystyczne, w których wyjaśniała, jak pozyskać kobiety dla partii . Po zniesieniu zakazu przynależności kobiet do organizacji politycznych w Niemczech w 1908 oficjalnie dołączyła do SPD i działała na rzecz zapewnienia kobietom wpływu na politykę partii . Od 1908 roku należała do kierownictwa ogólnokrajowego SOD .
W 1910 roku wspólnie z Zetkin była jedną z pomysłodawczyń powołania Dzień Kobiet . Z jej inicjatywy ustalono datę pierwszych obchodów dnia na 19 marca .
Po rozłamie w SPD od 1917 roku należała do Niezależnej Socjaldemokratycznej Partii Niemiec (USPD) . W 1919 roku została wybrana do Zgromadzenia Narodowego Republiki Weimarskiej . Od 1920 była deputowaną do Reichstagu . Zmarła na zawał serca po debacie parlamentarnej w Reichstagu w 1922 roku .